# Абрикосовка (Хмельницкая область)
Абрикосовка (укр. Абрикосівка) — село в Каменец-Подольском районе Хмельницкой области Украины. Административный центр Абрикосовского сельского совета.
Село основано в 1490 году.
Население по переписи 2001 года составляло 529 человек. Почтовый индекс — 32351. Занимает площадь 1,563 км².

## Местный совет
32352, Хмельницкая обл., Каменец-Подольский р-н, с. Абрикосовка, пр. Жовтневый, 1.